# リアノジン
リアノジン（Ryanodine）は中南米産のヤナギ科（イイギリ科）樹木Ryania speciosaから得られる有毒アルカロイドである。
リアノジン受容体は動物の横紋筋にあるカルシウムチャンネルとして同定された。これにリアノジンが結合すると筋小胞体中のカルシウムイオンが放出され、持続的な筋収縮をひき起こす。またその他の多くの細胞にもリアノジン受容体が存在し、カルシウムによる細胞機能の調節に関与することが明らかにされている。